# زیبراش

زیبراش (به انگلیسی: ZBrush) جهت مجسمه‌سازی دیجیتالی استفاده می‌گردد و در بسیاری از موارد جایگزین مدل‌سازی سنتی گشته‌است، گرافیک کامپیوتری سه بعدی، صنعتی با نرخ رشد باور نکردنی است و تنها راه برای رسیدن یا حفظ موفقیت همراه شدن با رشد است در طی چند سال آینده عدم دانش کافی و تسلط به نرم‌افزار zbrush کار را بسیار دشوار خواهد کرد.
نرم‌افزار زیبراش ابزاری پیشرفته جهت استفاده هنرمندان دیجیتالی است این برنامه امکان ایجاد میلیون‌ها چندضلعی را برای کاربر فراهم می‌کند و بدون محدودیت اجازه می‌دهد تا در روشی غیر خطی و بدون حالت تخیل خود را ایجاد کنید و نهایتاً با اضافه نمودن نور و اثرات جوی ارائه ای واقع گرایانه داشته باشید.
در نرم‌افزار زیبراش از هر سطح و جسمی می‌توان یک مدل سه بعدی ساخت، این برنامه کاربردهای فراوانی دارد که در ادامه به آن اشاره می‌کنیم ولی یکی از مهمترین مزایای آن ایجاد مدل با وضوح بالاست که برای استفاده در فیلم‌ها، بازی‌های رایانه ای و ساخت انیمیشن استفاده می‌شود.
زیبراش یک ابزار مجسمه‌سازی دیجیتالی است که ترکیبی از مدل‌سازی، نقاشی و نقاشی 3D / 2.5D می‌باشد. از تکنولوژی اختصاصی "pixol" استفاده می‌کند که اطلاعات مربوط به روشنایی، رنگ، مواد و عمق را بر روی صفحه نمایش ذخیره می‌کند. تفاوت اصلی بین ZBrush و بسته‌های مدل‌سازی سنتی این است که بیشتر شبیه مجسمه‌سازی است.
ZBrush برای ساخت مدل‌های با رزولوشن بالا (قادر به رسیدن به ۴۰+ میلیون چند ضلعی) برای استفاده در فیلم‌ها، بازی‌ها و انیمیشن‌ها، از شرکت‌های بین‌المللی ILM و Weta Digital به Epic Games و Electronic Arts استفاده می‌شود. ZBrush از سطوح پویا رزولوشن استفاده می‌کند تا مجسمه سازان بتوانند تغییرات سراسری یا محلی را به مدل‌های خود اعمال کنند. ZBrush بیشتر شناخته شده‌است که قادر به ترسیم مقادیر متوسط تا فرکانس بالا است که به‌طور سنتی در bump maps نقاشی شده‌است. سپس اطلاعات مربوط به مش به دست آمده می‌تواند به عنوان مپ‌های معمولی مورد استفاده قرار گیرد در یک نسخه کم پلیگان از همان مدل مورد استفاده قرار گیرد. آنها همچنین می‌توانند به عنوان یک normal maps خروجی گرفت، اگرچه در این حالت نسخه low poly نیاز به وضوح بیشتری دارد. یا، هنگامی که تکمیل شد، مدل 3D را می‌توان به پس زمینه projected کرد، تبدیل به یک تصویر 2.5D. پس از آن کار می‌تواند در یک مدل 3D دیگر شروع شود که می‌تواند در یک صحنه استفاده شود. این ویژگی به کاربران امکان می‌دهد صحنه‌های پیچیده‌ای را بدون پردازنده سنگین به راحتی کار کنند.
از طریق GoZ در دسترس در نسخه ۴، ZBrush تعامل با نرم‌افزارهای Autodesk Maya, Autodesk 3ds Max, Cinema 4D, LightWave 3D, Poser Pro, DAZ Studio, EIAS, Modo وBlender ارائه داد.

## تاریخچه و انتشار اولیه
ZBrush توسط شرکت Pixologic Inc، تأسیس شده توسط Ofer Alon (همچنین با نام مستعار Pixolator شناخته شده) و Jack Rimokh ساخته شده‌است. این نرم‌افزار در سال ۱۹۹۹ در SIGGRAPH ارائه شد. نسخه نسخه آزمایشی ۱٫۵۵ در سال ۲۰۰۲ منتشر شد و نسخه ۳٫۱ در سال ۲۰۰۷ منتشر شد. ZBrush 4 برای سیستم‌های ویندوز و مک در ۲۱ آوریل ۲۰۰۹ برای انتشار آگوست اعلام شد، اما بعدها به تعویق افتاد. نسخه ۳٫۵ در سپتامبر همان سال عرضه شد و شامل برخی از ویژگی‌های جدیدتر در ابتدا برای ZBrush 4 است

### نسخه‌ها
|  | ورژن                      | سیستم عامل       | سال انتشار |
|  | ZBrush 1.55               | ویندوز           | ۱۹۹۹       |
|  | ZBrush 3.1                | ویندوز           | ۲۰۰۷       |
|  | ZBrush 4                  | ویندوز و مکینتاش | ۲۰۰۹       |
|  | Pixologic ZBrush 4R7      | ویندوز و مکینتاش | ۲۰۱۶       |
|  | Pixologic Zbrush 4R8      | ویندوز و مکینتاش | ۲۰۱۷       |
|  | Pixologic Zbrush 4R8 2018 | ویندوز و مکینتاش | ۲۰۱۸       |

## Pixol
تصاویر دو بعدی یا اصطلاحاً Raster image‌ها از کنار هم چیده شدن عناصر کوچکی یا بلوک‌های ریزی با عنوان (‘picture element’) یا به اختصار PIXEL ساخته می‌شوند.
هر کدام از پیکسل‌ها دارای اطلاعات منحصر به فردی بروی تصویر و سطح دوبعدی آن می‌باشند:
- اولین اطلاعات منسوب به آنها مربوط به موقعیت جغرافیایی آنها بر روی دو محور X و Y می‌باشد.
- داده بعدی ذخیره شده در یک پیکسل ارتباط دارد به سه کانال رنگی RGB Red, Green and Blue

ولی تا به اینجا ما دربارهٔ پیکسل‌های نرمال صحبت نمودیم در نرم‌افزار زیبراش نیز از پیکسل استفاده می‌گردد ولی با این تفاوت که دارای عمق بیشتری نسبت به پیکسل‌های نرمال می‌باشد و اطلاعاتی همچون عمق depth زاویه و جهت orientation متریال و ماده material نیز در آن ذخیره می‌گردد که به این PIXELهای هوشمند در زیبراش اصطلاحاً pixols در زیبراش گفته می‌شود.

### Pixols در نرم‌افزار زیبراش چگونه ذخیره می‌شود؟
در تمامی نرم‌افزارها عاملی برای ذخیره‌سازی داده‌ها تعریف شده‌است.
pixols در زیبراش فناوری می‌باشد که صرفاً در canvas یا همان بوم ترسیم Zbrush یافت می‌گردد.
زمانی که ما از مسیر منوی Document روی گزینه Save As کلیک می‌کنیم ما تمامی PIXOLهای موجود در بوم ترسیم یا همان canvas را ذخیره می‌نماییم که موقع بارگزاری مجدد ZBR فایل‌ها تمامی اطلاعاتی همچون عمق depth زاویه و جهت orientation متریال و ماده material نیز بازیابی خواهد شد
البته در صورت تمایل شما به ذخیره فایل به صورت تخت می‌توانید از منوی Document بر روی گزینه Export کلیک نموده و در بوم ترسیم یا همان canvas را به صورت پیکسل‌های استاندارد ذخیره نمایید.
در نرم‌افزار زیبراش به کمک گزینه Export امکان گرفتن خروجی با فرمت‌های محبوب گوناگون برای نرم‌افزارهای مختلف نیز وجود دارد.
تذکر نهایی
البته خوبه که به یاد داشته باشید ذخیره نمودن فایل از این مسیر امکان ذخیره شدن فایل و محتواهای سه بعدی را نخواهد داد در صورتی که مدل سه بعدی در بوم ترسیم وجود داشته باشد و ما از حالت Edit mode خارج شویم اطلاعات شی سه بعدی تبدیل به pixol در canvas خواهند شد و به عنوان یک Document ذخیره خواهند شد در نتیجه زمان بازیابی همین فایل حجم سه بعدی غیرقابل ویرایش خواهد شد برای اطمینان از ذخیره‌سازی کامل و نگهداری از حجم‌ها سه بعد از منوی FILES بر روی گزینه SAVE AS کلیک نمایید این شیوه مسیر امکان ذخیره کل فایل زیبراش را که شامل حجم‌ها سه بعدی نیز می‌گردد خواهد شد

## امکانات

### 3D Brushes

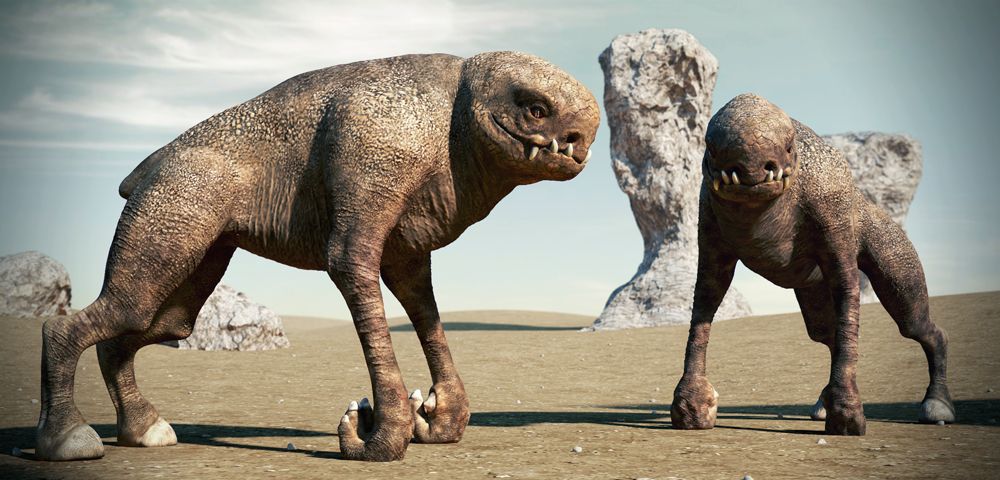
یک مثال از یک صحنه ساخته‌شده با استفاده از زیبراش

دانلود اولیه ZBrush همراه با ۳۰ براش 3D مجسمه‌سازی یا بیشتر در دسترس برای دانلود است. هر براش ویژگی‌های منحصر به فرد ارائه می‌دهد و همچنین کنترل کلی بر سختی، شدت و اندازه را می‌دهد. Alphas، مورد استفاده برای ایجاد یک الگوی یا شکل خاص، و بافت نیز قابلیت‌های قلم مو قابل ویرایش است.

### Polypaint
Polypainting اجازه می‌دهد تا کاربران بر روی یک سطح شیء بدون نیاز به اولویت دادن یک نقشه بافت با اضافه کردن رنگ به‌طور مستقیم به چند ضلعی، رنگ کنند.

### Illustration
ZBrush همچنین توانایی نقاشی در 2.5D را به ارمغان می‌آورد و برای این منظور با چند براش همراه می‌شود. هنگامی که مجسمه‌سازی یا تصویرسازی در 2.5D حاوی اطلاعاتی دربارهٔ رنگ، عمق، ماده، موقعیت و اطلاعات روشنایی آن است، پیکسول خالی است.

### Transpose
TRANSPOSE اصطلاح رسمی برای ویژگی Action Line می‌باشد که زمانی فعال می‌گردد که ما به حالت EDIT سویچ نماییم و می‌توانیم با حضور در Brush palette یا با انتخاب ابزار MOVE یا Rotate or Scale این ابزار را فعال نمود.
استفاده اصلی آن برای ایجاد ترکیبات سریع با مخلوط کردن توپولوژیکی می‌باشد، ماسک کردن و موقعیت خط اکشن برای خم کردن، چرخش، حرکت و مقیاس‌گیری می‌تواند مثمر ثمر واقع گردد.
TransPose برای ویرایش نمودن Tools یا SubTools در فضا بدون تغییر شکل‌دادن آنها می‌تواند مفید باشد.
ضمناً TransPose این امکان را دارد تا به یک رنج وسیعی از امکانات و توانمندی‌ها تبدیل گردد در حقیقت این گزینه فقط صرفاً یک ابزار ویرایشی نیست بلکه امکانات خلق نمودن را نیز محقق می‌نماید.
این فرمان از سه عنصر متفاوت به ترتیب زیر سود می‌برد
1. Action Line که برای move, scale or rotate اشیا. یا قسمتی از یک شی از آن استفاده می‌گردد
2. در داخل Transform palette که گزینه‌های Move, Scale and Rotate وجود دارند و مناسب با ساختار transformations مناسب با به کمک Action Line جا به جایی لازم را انجام می‌دهند
3. بر روی ناحیه mask شده نیز اثر گذار خواهد بود در حقیقت TransPose بر روی نواحی unmasked تأثیر خواهد گذارد به واقعه این فرمان اجازه می‌دهد به طریقی ما بر روی vertex level اثری را خلق نماییم.

همانند بسیاری از ابزارهای زیبراش این گزینه نیز از قابلیت Symmetry and Radial Symmetry پشتیبانی می‌نماید بنابر این تمامی اعمال انجام شده به واسطه TransPose امکان symmetry شدن را دارا می‌باشند البته مبتنی بر تنظیماتی که شما انجام داده‌اید
برای خلق نمودن یک Action Line بایستی Move, Scale or Rotate را فعال نمایید برای این منظور کافیست کلیدهای “W, E or R” را از روی کیبرد انتخاب نمایید و یک کلیک ساده بر روی شی کنید و یک Action Line رسم نمایید.

### ZSpheres
میتونه خلق بکنه یک مش رو مبتنی بر توپولوژی و شما در هنگام حجاری تبیل مینید به یک حجم شروع کننده که با استفاده از یکسری کره‌های ساده با عنوان ZSpheres خلق شدند

### GoZ
از طریق GoZ در دسترس در نسخه ۴، ZBrush تعامل با نرم‌افزارهای Autodesk Maya, Autodesk 3ds Max, Cinema 4D, LightWave 3D, Poser Pro, DAZ Studio, EIAS, Modo وBlender ارائه داد.

### Best Preview Render
همچنین شامل یک مجموعه کامل رندر به نام Best Preview Render می‌باشد که اجازه استفاده از نقشه‌های ۳۶۰ درجه کامل محیط را به صحنه‌های نور با استفاده از تصاویر HDRI می‌دهد. BPR شامل یک سیستم جدید دستکاری نور به نام LightCaps است. با استفاده از این، می‌توانید نه تنها تنظیم کنید که چگونه چراغ‌ها در صحنه در اطراف مدل قرار می‌گیرند، بلکه بر اساس آن محیط‌هایی را برای HDRI رندر ایجاد می‌کنند. این همچنین اجازه می‌دهد تا برای تنظیم مواد در یک زمان واقعی. خواص مواد مانند پراکندگی زیرسطحی، مانند بازتاب‌های زیست‌محیطی و اسکن خط حمایت می‌شوند.
BPR همچنین شامل مجموعه ای از فیلترهای ساخته شده‌است که می‌تواند در زمان واقعی برای ایجاد اثرات چشمگیر و اصلاحات بدون حتی لمس کردن یکی دیگر از برنامه‌های دستکاری عکس

### DynaMesh
به ZBrush اجازه می‌دهد تا به سرعت یک مدل جدید را با توزیع چند ضلعی یکنواخت تولید کند تا توپولوژی مدل‌ها را بهبود بخشد و کشش چند ضلعی را از بین ببرد.

### Fibermesh
Fibermesh یک ویژگی است که به کاربران اجازه می‌دهد که فیبرهای چند ضلعی را از مدل‌های خود یا اقلام گیاه‌شناسی مختلف تولید کنند. همچنین یک راه برای ویرایش و دستکاری مقادیر زیادی از چند ضلعی در یک بار با برس جومین است.

### ZRemesher
یک سیستم اتوماتیک Retopology قبلاً QRemesher نامیده می‌شود که توپولوژی جدید را بر اساس مش اصلی ایجاد می‌کند. توپولوژی جدید به‌طور کلی تمیز و یکنواخت است. این فرایند همچنین می‌تواند توسط کاربر هدایت شود تا منحنی‌های جدید توپولوژی را در مدل ایجاد کند و جزئیات بیشتری را در قسمت‌های مشخصی نگه دارد.

### Shadowbox
Shadowbox به کاربر اجازه می‌دهد یک چهره خشن از آنچه که می‌خواهید مدل بسازید، به داخل یک جعبه مجازی بکشید. در زمان واقعی، هر گونه تغییر به نقاشی‌ها به یک مدل 3D اعمال می‌شود، که بر اساس آن جزئیات بیشتر می‌تواند مورد استفاده قرار گیرد. این ویژگی را می‌توان برای مدل‌سازی سطح سخت استفاده کرد.

## کاربرد

### زیبراش در طراحی و تولید جواهر
طلا و جواهرات قرن‌ها به عنوان زینت و نماد در اقوام مختلف مورد استفاده قرار گرفت، و همواره توسط هنرمندانی چیره‌دست طراحی می‌گشت اما امروز تبدیل به صنعت شده‌است از این رو هنرمندان نیاز دارند تا خلاقیت و ابتکار بیشتری در کارهایشان به نمایش گذارند. نرم‌افزار زیبراش در کنار مهارت جواهرسازی کمک می‌کند تا جواهر ساز ایده‌های خود را تبدیل به واقعیت نماید.

### زیبراش در تبلیغات
همواره تولیدکنندگان محصولات و برترین برندهای دنیا سعی دارند تا از طریق روش‌های جذاب محصولات خود را عرضه کنند و مخاطبین خود را از آخرین و جدیدترین دستاوردهای خود با خبر نمایند در صنعت تبلیغات، تسلط بر نرم‌افزارهای سه بعدی سازی مانند نرم‌افزار زیبراش و تری دی مکس نقش تعیین‌کننده ای در خروجی ارائه محصول دارند.

### زیبراش در بازی سازی
جدای از تفکر و ایده ای که در پشت یک بازی وجود دارد طراحی شخصیت‌ها و رئال بودنشان بازی را جذاب تر می‌کند و قطعاً حس خوبی به کاربر القا می‌نماید به همین دلیل کمپانی‌های بزرگ بازی سازی همواره سعی دارند تا بهترین کیفیت را عرضه کنند نرم‌افزار زیبراش با دربرداشتن صدها ابزار در خود توانسته جایگاه مهمی در بازی سازی پیدا کند اگر علاقه‌مند به ساخت شخصیت هستید بهترین پیشنهاد ما زیبراش است.

### زیبراش در سینما
بارها در داستان یک فیلم اکشن، حادثه ای، تراژدی و درام غرق شده‌ایم و محو صحنه‌های زیبا به وجد آمدیم. سینما دنیایی نامحدود از تکنیک‌ها و مهارت‌ها در ساخت یک فیلم است، در روند تولید از بسیاری از نرم‌افزارها استفاده می‌گردد. از زمان ورود زیبراش به صنعت سینما شاهد تولد شخصیت‌های فانتزی بسیاری شده‌ایم که همگی از برکت وجود این برنامه است.

### زیبراش در علوم
محققان همیشه در تلاشند گره از کار بشر باز نمایند. ساعت‌ها در آزمایشگاه، دنیای موجوداتی را رصد می‌کنند که با چشم غیر مسلح قابل شناسایی نیستند. شانه به شانه محققان، متخصصین با تسلط به نرم‌افزار زیبراش توانسته‌اند این فضا و موجودات را شبیه‌سازی نمایند.

### زیبراش در پزشکی
نرم‌افزار زیبراش در علم پزشکی به مدلسازی تمام قسمت‌های بدن می‌پردازد و راه را در بسیاری از شرایط دشوار برای پزشکان هموار ساخته‌است.

### زیبراش در صنایع چوب و ساخت مبلمان
بر خلاف گذشته که از مبلمان به عنوان یک ابزار ضروری استفاده نمی‌شده امروزه از این ابزار محبوب برای طراحی فضاهای داخلی، اداری جهت رفع خستگی و … بسیار استفاده می‌کنند. مبلمان یکی از المان‌های پرکاربرد است که به سبک‌های مختلف ساخته می‌شود. صنعت و تکنولوژی حتی در ساخت مبلمان نیز وارد شده‌است. سازندگان با استفاده از نرم‌افزار زیبراش طرح مبلمان را مدلسازی می‌نمایند و سپس در مسیر تولید قرار می‌گیرد.

### زیبراش در منبت و مقرنس کاری
منبت و مقرنس کاری هنری است که در ایران علاقه‌مندان بسیاری دارد، در تمامی صنایع به خصوص این دسته نرم‌افزار زیبراش به خوبی از عهده کار برآمده و هنرمند با ظرافت استادانه ای می‌تواند هنر خود را در یک نرم‌افزار دیجیتالی خلق نماید.

### زیبراش در CNC، تراشکاری، برشکاری و قالب ریزی
نرم‌افزار زیبراش علاوه بر اینکه کاربرد سه بعدی دارد به خوبی می‌تواند، با جزئیات‌ترین اشیاء را مدلسازی نماید. در تراشکاری و قالب ریزی با بهره‌گیری از زیبراش خطا را به صفر رسانده‌اند.

### زیبراش در جراحی زیبایی و پلاستیک
جراحی پلاستیک در جهان در زمینه زیبایی و ترمیم طرفداران بسیاری دارد و اکثر بیماران می‌خواهند قبل از دست به تیغ بردن جراح از نتیجه کار با خبر گردند، اسکن سه بعدی و نرم‌افزار زیبراش در کنار هم به کمک جراحان آمد تا حد زیادی از نگرانی‌های بیماران بکاهد.

### زیبراش در طراحی محصول
در صنایع گوناگون مانند تولید کیف و کفش، مواد خوراکی، قطعات صنعتی و …. طراحان می‌توانند از نرم‌افزار زیبراش در مراحل تولید استفاده نمایند تا روند ساخت یک محصول سرعت بگیرد.

### زیبراش در طراحی مد و لباس
مد و لباس از محبوبترین تفریحات بشر است، لباس تبدیل به کالایی سودآور شده‌است به همین خاطر تولیدکنندگان مدام در تلاشند تا از یکدیگر پیشی بگیرند که قطعاً برند و کمپانی برنده است که از سرعت و دقت بالاتری در پروسه تولید برخوردار باشد.

### زیبراش در کارتون و انیمیشن
دنیای طراحی شخصیت و انیمیشن بسیار وسیع است و در این میان نرم‌افزار زیبراش به خوبی در ساخت کاراکترهای جذاب کمک حال طراحان بوده‌است مصلاً هر چه قدر یک شخصیت، طراحی و ساخت مدل قویتری داشته باشد نتیجه نهایی زیباتر خواهد شد.

### زیبراش در صنایع سنگ
از سنگ بیشتر در صنایع ساختمانی و جهت تزئین فضای داخلی و نما استفاده می‌گردد برای ساخت و برش طرح‌های پیچیده بر روی سنگ قبل از تراشکاری در داخل نرم‌افزار طرح را ایجاد می‌کنند و از نرم‌افزار زیبراش خروجی می‌گیرند و به دستگاه برش منتقل می‌کنند.

### زیبراش در طراحی ربات
ربات‌ها ماشین‌های همه‌کاره ای هستند که نرم‌افزار زیبراش در فرایند تولیدشان و در مرحله طراحی توانسته‌است در وقت صرفه جویی کند و درآخر با وجود سرعت بخشیدن به کار نتیجه ای دقیق و بی عیبی دریافت کنند.

### زیبراش در طراحی پزشکی
از نرم‌افزار زیبراش جهت ساخت قطعات ترمیمی بدن انسان استفاده می‌کنند، در واقع از اعضاء الگو برداری کرده در زیبراش با جزئیات مدلسازی نموده و برای ساخت، الگوی ایجاد شده را در اختیار مهندسین پزشکی قرار می‌دهند.

### زیبراش در معماری
شاید با خود فکر کنید جهت مدلسازی بناهای معماری تا زمانی که نرم‌افزاری مانند تری دی مکس وجود دارد چرا باید از نرم زیبراش استفاده کنیم! زیبراش قادر است جزئیات را به زیبایی مدلسازی نماید، در برخی از پروژه‌ها زیبراش به عنوان تکمیل کننده فرایند مدلسازی در کنارتری دی مکس به کمک کاربران می‌آید.

### زیبراش در فتوگرامتری
آنچه بر اثر پدیده فتوگرامتری و و عکاسی صدها دوربین در یک فضا بدست می‌آید نیازمند اصلاح خواهد بود در این میان قدرت زیبراش در ترمیم و ایجاد ریزه کاری در مدل‌ها گشاینده کار متخصصان بوده‌است.

### زیبراش در نقش برجسته
این هنر زیر مجموعه مجسمه‌سازی است و معمولاً از همان المان‌ها استفاده می‌گردد، نرم‌افزار زیبراش در حجاری و نقش برجسته بی نقص عمل می‌کند و نهایتاً بیننده را مبهوت می‌سازد.

### زیبراش در مرمت
قرن‌ها بناها و تندیس‌هایی در ملل و اقوام مختلف ساخته شد مردم با آنها زندگی کردند و نسل به نسل فرهنگ هر منطقه را منتقل نمود ند، امروز برای حفظ تاریخ نیاز به مرمت داریم. از آنجا که بناها و آثار تاریخی گرانبها و با ارزش هستند کارشناسان مرمت با ید با نهایت دقت برداشت و ترمیم را انجام دهند از این رو شبیه‌سازی سه بعدی در نرم‌افزار زیبراش بسیار ضروری است.

### زیبراش در نقاشی
زیبراش نرم‌افزاری سه بعدی است در حالی که نقاش می‌تواند با دست گرفتن قلم نوری هنر خود را به شکل دیجیتالی در نرم‌افزار نمایان کند.

### زیبراش در کاشی و سرامیک
طراحی دقیق پیش از تولید در صنعت کاشی و سرامیک بسیار با اهمیت است و به تولیدکنندگان کمک می‌کند تا ایجاد ضایعات را در تولید کاهش دهند، بهره‌گیری از نرم‌افزار زیبراش به شدت می‌تواند برای تولیدکنندگان این صنعت سود آور باشد.

### زیبراش در طراحی اتومبیل و وسایل نقلیه
صنعت اتومبیل در تمام جهان به عنوان یکی از پرقدرت‌ترین صنایع به حساب می‌آید و عموماً دولت‌ها سرمایه‌گذاری‌های کلانی در این بخش انجام می‌دهند، این صنعت نیز مانند دیگر صنایع از نرم‌افزار زیبراش، در تولید ربات‌های کارخانجات اتومبیل تا طراحی بدنه و جزئیات موتور و… بهره‌مند گشته‌است.